# Список астероїдів (20101—20200)
| Назва                                  | Тимчасове позначення | Дата відкриття    | Місце відкриття                                  | Відкривач                                          |
| -------------------------------------- | -------------------- | ----------------- | ------------------------------------------------ | -------------------------------------------------- |
| (20101) 1994 XM2                       | 1994 XM2             | 1 грудня 1994     | Обсерваторія Кітт-Пік                            | Spacewatch                                         |
| 20102 Takasago                         | 1995 BP15            | 31 січня 1995     | Обсерваторія Ґейсей                              | Тсутому Секі                                       |
| 20103 де Віко (de Vico)                | 1995 JK              | 6 травня 1995     | Астрономічна обсерваторія «Джемініано Монтанарі» | Родольфо Каланка                                   |
| (20104) 1995 OU                        | 1995 OU              | 24 липня 1995     | Обсерваторія Наті-Кацуура                        | Йошісада Шімідзу, Такеші Урата                     |
| (20105) 1995 OS1                       | 1995 OS1             | 19 липня 1995     | Станція Сінлун                                   | SCAP                                               |
| 20106 Мортон (Morton)                  | 1995 QG              | 20 серпня 1995    | Обсерваторія Домініон                            | Девід Белем                                        |
| 20107 Нан'йотеммондай (Nanyotenmondai) | 1995 QY3             | 28 серпня 1995    | Обсерваторія Наніо                               | Томімару Окуні                                     |
| (20108) 1995 QZ9                       | 1995 QZ9             | 29 серпня 1995    | Обсерваторія Мауна-Кеа                           | Джуїтт Девід, Джун Чен                             |
| 20109 Алісаландіс (Alicelandis)        | 1995 RJ              | 12 вересня 1995   | Обсерваторія МДМ                                 | Джон Тонрі                                         |
| (20110) 1995 SS2                       | 1995 SS2             | 20 вересня 1995   | Обсерваторія Кушіро                              | Сейджі Уеда, Хіроші Канеда                         |
| (20111) 1995 SO5                       | 1995 SO5             | 22 вересня 1995   | Обсерваторія Сайдинг-Спрінг                      | Роберт МакНот                                      |
| (20112) 1995 SD31                      | 1995 SD31            | 20 вересня 1995   | Обсерваторія Кітт-Пік                            | Spacewatch                                         |
| (20113) 1995 SL35                      | 1995 SL35            | 22 вересня 1995   | Обсерваторія Кітт-Пік                            | Spacewatch                                         |
| (20114) 1995 UQ44                      | 1995 UQ44            | 26 жовтня 1995    | Нюкаса                                           | Масанорі Хірасава, Шохеї Судзукі                   |
| 20115 Niheihajime                      | 1995 VC1             | 12 листопада 1995 | Обсерваторія Наніо                               | Томімару Окуні                                     |
| (20116) 1995 VE1                       | 1995 VE1             | 15 листопада 1995 | Обсерваторія Оїдзумі                             | Такао Кобаяші                                      |
| (20117) 1995 VN1                       | 1995 VN1             | 15 листопада 1995 | Обсерваторія Кітамі                              | Кін Ендате, Кадзуро Ватанабе                       |
| (20118) 1995 WX                        | 1995 WX              | 17 листопада 1995 | Обсерваторія Оїдзумі                             | Такао Кобаяші                                      |
| (20119) 1995 WC2                       | 1995 WC2             | 18 листопада 1995 | Обсерваторія Оїдзумі                             | Такао Кобаяші                                      |
| 20120 Рюґатаке (Ryugatake)             | 1995 WB5             | 24 листопада 1995 | Обсерваторія Оїдзумі                             | Такао Кобаяші                                      |
| (20121) 1995 WT7                       | 1995 WT7             | 27 листопада 1995 | Обсерваторія Оїдзумі                             | Такао Кобаяші                                      |
| (20122) 1995 WH17                      | 1995 WH17            | 28 листопада 1995 | Обсерваторія Наті-Кацуура                        | Йошісада Шімідзу, Такеші Урата                     |
| (20123) 1995 WD32                      | 1995 WD32            | 19 листопада 1995 | Обсерваторія Кітт-Пік                            | Spacewatch                                         |
| (20124) 1995 WJ36                      | 1995 WJ36            | 21 листопада 1995 | Обсерваторія Кітт-Пік                            | Spacewatch                                         |
| (20125) 1995 YK                        | 1995 YK              | 17 грудня 1995    | Обсерваторія Ніхондайра                          | Такеші Урата                                       |
| (20126) 1995 YM9                       | 1995 YM9             | 18 грудня 1995    | Обсерваторія Кітт-Пік                            | Spacewatch                                         |
| (20127) 1995 YV22                      | 1995 YV22            | 19 грудня 1995    | Обсерваторія Галеакала                           | NEAT                                               |
| (20128) 1996 AK                        | 1996 AK              | 7 січня 1996      | Обсерваторія Галеакала                           | AMOS                                               |
| (20129) 1996 BE1                       | 1996 BE1             | 18 січня 1996     | Обсерваторія Оїдзумі                             | Такао Кобаяші                                      |
| (20130) 1996 BO1                       | 1996 BO1             | 16 січня 1996     | Обсерваторія Оїдзумі                             | Такао Кобаяші                                      |
| (20131) 1996 BP3                       | 1996 BP3             | 27 січня 1996     | Обсерваторія Оїдзумі                             | Такао Кобаяші                                      |
| (20132) 1996 BK13                      | 1996 BK13            | 21 січня 1996     | Станція Сінлун                                   | SCAP                                               |
| (20133) 1996 CO2                       | 1996 CO2             | 12 лютого 1996    | Обсерваторія Оїдзумі                             | Такао Кобаяші                                      |
| (20134) 1996 GT2                       | 1996 GT2             | 8 квітня 1996     | Станція Сінлун                                   | SCAP                                               |
| 20135 Джуелс (Juels)                   | 1996 JC              | 7 травня 1996     | Прескоттська обсерваторія                        | Пол Комба                                          |
| 20136 Ейзенгарт (Eisenhart)            | 1996 NA              | 8 липня 1996      | Прескоттська обсерваторія                        | Пол Комба                                          |
| (20137) 1996 PX8                       | 1996 PX8             | 8 серпня 1996     | Обсерваторія Ла-Сілья                            | Ерік Вальтер Ельст                                 |
| (20138) 1996 QP                        | 1996 QP              | 17 серпня 1996    | Обсерваторія Галеакала                           | NEAT                                               |
| (20139) 1996 QU                        | 1996 QU              | 19 серпня 1996    | Обсерваторія Санта-Лючія Стронконе               | Антоніо Ваньоцці                                   |
| 20140 Костіткс (Costitx)               | 1996 QT1             | 23 серпня 1996    | Обсерваторія Мальорки                            | Маноло Бласко                                      |
| 20141 Маркіджер (Markidger)            | 1996 RL5             | 13 вересня 1996   | Обсерваторія Мальорки                            | Маноло Бласко                                      |
| (20142) 1996 RC12                      | 1996 RC12            | 8 вересня 1996    | Обсерваторія Кітт-Пік                            | Spacewatch                                         |
| (20143) 1996 RQ16                      | 1996 RQ16            | 13 вересня 1996   | Обсерваторія Кітт-Пік                            | Spacewatch                                         |
| (20144) 1996 RA33                      | 1996 RA33            | 15 вересня 1996   | Обсерваторія Ла-Сілья                            | Упсала-DLR трояновий огляд                         |
| (20145) 1996 SS4                       | 1996 SS4             | 20 вересня 1996   | Станція Сінлун                                   | SCAP                                               |
| (20146) 1996 SM7                       | 1996 SM7             | 30 вересня 1996   | Уппсальська астрономічна обсерваторія            | Ларс Камель, К'єлль Лундгрен                       |
| (20147) 1996 SV7                       | 1996 SV7             | 18 вересня 1996   | Станція Сінлун                                   | SCAP                                               |
| (20148) 1996 TR                        | 1996 TR              | 4 жовтня 1996     | Фарра-д'Ізонцо                                   | Фарра-д'Ізонцо                                     |
| (20149) 1996 TX3                       | 1996 TX3             | 8 жовтня 1996     | Обсерваторія Галеакала                           | NEAT                                               |
| (20150) 1996 TJ6                       | 1996 TJ6             | 5 жовтня 1996     | Станція Сінлун                                   | SCAP                                               |
| 20151 Уцуномія (Utsunomiya)            | 1996 TO6             | 5 жовтня 1996     | Обсерваторія Кума Коґен                          | Акімаса Накамура                                   |
| (20152) 1996 TQ7                       | 1996 TQ7             | 9 жовтня 1996     | Обсерваторія Галеакала                           | NEAT                                               |
| (20153) 1996 TC8                       | 1996 TC8             | 12 жовтня 1996    | Обсерваторія Садбері                             | Денніс ді Сікко                                    |
| (20154) 1996 TO10                      | 1996 TO10            | 9 жовтня 1996     | Обсерваторія Кушіро                              | Сейджі Уеда, Хіроші Канеда                         |
| 20155 Утевіндолф (Utewindolf)          | 1996 TS11            | 13 жовтня 1996    | Прескоттська обсерваторія                        | Пол Комба                                          |
| 20156 Хербвіндолф (Herbwindolf)        | 1996 TU11            | 13 жовтня 1996    | Прескоттська обсерваторія                        | Пол Комба                                          |
| (20157) 1996 TS18                      | 1996 TS18            | 4 жовтня 1996     | Обсерваторія Кітт-Пік                            | Spacewatch                                         |
| (20158) 1996 TD21                      | 1996 TD21            | 5 жовтня 1996     | Обсерваторія Кітт-Пік                            | Spacewatch                                         |
| (20159) 1996 TM28                      | 1996 TM28            | 7 жовтня 1996     | Обсерваторія Кітт-Пік                            | Spacewatch                                         |
| (20160) 1996 TH42                      | 1996 TH42            | 8 жовтня 1996     | Обсерваторія Ла-Сілья                            | Ерік Вальтер Ельст                                 |
| (20161) 1996 TR66                      | 1996 TR66            | 8 жовтня 1996     | Обсерваторія Мауна-Кеа                           | Джуїтт Девід, Чедвік Трухільйо, Джейн Лу, Джун Чен |
| (20162) 1996 UD                        | 1996 UD              | 16 жовтня 1996    | Обсерваторія Оїдзумі                             | Такао Кобаяші                                      |
| (20163) 1996 UG                        | 1996 UG              | 16 жовтня 1996    | Обсерваторія Оїдзумі                             | Такао Кобаяші                                      |
| 20164 Янзаїц (Janzajic)                | 1996 VJ2             | 9 листопада 1996  | Обсерваторія Клеть                               | Яна Тіха, Мілош Тіхі                               |
| (20165) 1996 VT2                       | 1996 VT2             | 10 листопада 1996 | Обсерваторія Садбері                             | Денніс ді Сікко                                    |
| (20166) 1996 VQ4                       | 1996 VQ4             | 13 листопада 1996 | Обсерваторія Оїдзумі                             | Такао Кобаяші                                      |
| (20167) 1996 VX4                       | 1996 VX4             | 13 листопада 1996 | Обсерваторія Оїдзумі                             | Такао Кобаяші                                      |
| (20168) 1996 VY4                       | 1996 VY4             | 13 листопада 1996 | Обсерваторія Оїдзумі                             | Такао Кобаяші                                      |
| (20169) 1996 VG11                      | 1996 VG11            | 4 листопада 1996  | Обсерваторія Кітт-Пік                            | Spacewatch                                         |
| (20170) 1996 VM30                      | 1996 VM30            | 7 листопада 1996  | Обсерваторія Кушіро                              | Сейджі Уеда, Хіроші Канеда                         |
| (20171) 1996 WC2                       | 1996 WC2             | 30 листопада 1996 | Астрономічна обсерваторія Мадонни Доссобуоно     | Л. Лей                                             |
| (20172) 1996 XT16                      | 1996 XT16            | 4 грудня 1996     | Обсерваторія Кітт-Пік                            | Spacewatch                                         |
| (20173) 1996 XO19                      | 1996 XO19            | 8 грудня 1996     | Обсерваторія Оїдзумі                             | Такао Кобаяші                                      |
| 20174 Ейзенштейн (Eisenstein)          | 1996 XD20            | 13 грудня 1996    | Прескоттська обсерваторія                        | Пол Комба                                          |
| (20175) 1996 XJ27                      | 1996 XJ27            | 7 грудня 1996     | Обсерваторія Кітт-Пік                            | Spacewatch                                         |
| (20176) 1996 XK29                      | 1996 XK29            | 13 грудня 1996    | Обсерваторія Кітт-Пік                            | Spacewatch                                         |
| (20177) 1996 XP29                      | 1996 XP29            | 13 грудня 1996    | Обсерваторія Кітт-Пік                            | Spacewatch                                         |
| (20178) 1996 XE31                      | 1996 XE31            | 14 грудня 1996    | Обсерваторія Оїдзумі                             | Такао Кобаяші                                      |
| (20179) 1996 XX31                      | 1996 XX31            | 12 грудня 1996    | Станція Сінлун                                   | SCAP                                               |
| 20180 Annakoleny                       | 1996 YG1             | 27 грудня 1996    | Обсерваторія Модри                               | Адріан Галад, А. Правда                            |
| (20181) 1996 YC2                       | 1996 YC2             | 22 грудня 1996    | Станція Сінлун                                   | SCAP                                               |
| (20182) 1997 AS                        | 1997 AS              | 2 січня 1997      | Обсерваторія Оїдзумі                             | Такао Кобаяші                                      |
| (20183) 1997 AD1                       | 1997 AD1             | 2 січня 1997      | Обсерваторія Оїдзумі                             | Такао Кобаяші                                      |
| (20184) 1997 AM4                       | 1997 AM4             | 6 січня 1997      | Обсерваторія Оїдзумі                             | Такао Кобаяші                                      |
| (20185) 1997 AC7                       | 1997 AC7             | 9 січня 1997      | Обсерваторія Оїдзумі                             | Такао Кобаяші                                      |
| (20186) 1997 AD8                       | 1997 AD8             | 2 січня 1997      | Обсерваторія Кітт-Пік                            | Spacewatch                                         |
| 20187 Янапіттісова (Janapittichova)    | 1997 AN17            | 14 січня 1997     | Обсерваторія Клеть                               | Мілош Тіхі                                         |
| (20188) 1997 AC18                      | 1997 AC18            | 15 січня 1997     | Обсерваторія Оїдзумі                             | Такао Кобаяші                                      |
| (20189) 1997 BS2                       | 1997 BS2             | 30 січня 1997     | Обсерваторія Оїдзумі                             | Такао Кобаяші                                      |
| (20190) 1997 BZ2                       | 1997 BZ2             | 30 січня 1997     | Обсерваторія Оїдзумі                             | Такао Кобаяші                                      |
| (20191) 1997 BS3                       | 1997 BS3             | 31 січня 1997     | Обсерваторія Оїдзумі                             | Такао Кобаяші                                      |
| (20192) 1997 BE4                       | 1997 BE4             | 31 січня 1997     | Обсерваторія Кітт-Пік                            | Spacewatch                                         |
| 20193 Yakushima                        | 1997 BH8             | 18 січня 1997     | Обсерваторія Тітібу                              | Наото Сато                                         |
| 20194 Ilarialocantore                  | 1997 BH9             | 30 січня 1997     | Обсерваторія Азіаґо                              | Маура Томбеллі, Клаудіо Касаччі                    |
| (20195) 1997 BS9                       | 1997 BS9             | 30 січня 1997     | Обсерваторія Азіаґо                              | Уліссе Мунарі, Маура Томбеллі                      |
| (20196) 1997 CP19                      | 1997 CP19            | 11 лютого 1997    | Обсерваторія Оїдзумі                             | Такао Кобаяші                                      |
| 20197 Енрікез (Enriques)               | 1997 CK22            | 14 лютого 1997    | Прескоттська обсерваторія                        | Пол Комба                                          |
| (20198) 1997 CL28                      | 1997 CL28            | 13 лютого 1997    | Станція Сінлун                                   | SCAP                                               |
| (20199) 1997 DR                        | 1997 DR              | 28 лютого 1997    | Чорч Стреттон                                    | Стівен Лорі                                        |
| 20200 Донбакі (Donbacky)               | 1997 DW              | 28 лютого 1997    | Монтелупо                                        | Маура Томбеллі, Джузеппе Форті                     |

| ← Астероїди 20001—30000 → |             |             |             |             |             |             |             |             |             |
| 20001—20100               | 21001—21100 | 22001—22100 | 23001—23100 | 24001—24100 | 25001—25100 | 26001—26100 | 27001—27100 | 28001—28100 | 29001—29100 |
| 20101—20200               | 21101—21200 | 22101—22200 | 23101—23200 | 24101—24200 | 25101—25200 | 26101—26200 | 27101—27200 | 28101—28200 | 29101—29200 |
| 20201—20300               | 21201—21300 | 22201—22300 | 23201—23300 | 24201—24300 | 25201—25300 | 26201—26300 | 27201—27300 | 28201—28300 | 29201—29300 |
| 20301—20400               | 21301—21400 | 22301—22400 | 23301—23400 | 24301—24400 | 25301—25400 | 26301—26400 | 27301—27400 | 28301—28400 | 29301—29400 |
| 20401—20500               | 21401—21500 | 22401—22500 | 23401—23500 | 24401—24500 | 25401—25500 | 26401—26500 | 27401—27500 | 28401—28500 | 29401—29500 |
| 20501—20600               | 21501—21600 | 22501—22600 | 23501—23600 | 24501—24600 | 25501—25600 | 26501—26600 | 27501—27600 | 28501—28600 | 29501—29600 |
| 20601—20700               | 21601—21700 | 22601—22700 | 23601—23700 | 24601—24700 | 25601—25700 | 26601—26700 | 27601—27700 | 28601—28700 | 29601—29700 |
| 20701—20800               | 21701—21800 | 22701—22800 | 23701—23800 | 24701—24800 | 25701—25800 | 26701—26800 | 27701—27800 | 28701—28800 | 29701—29800 |
| 20801—20900               | 21801—21900 | 22801—22900 | 23801—23900 | 24801—24900 | 25801—25900 | 26801—26900 | 27801—27900 | 28801—28900 | 29801—29900 |
| 20901—21000               | 21901—22000 | 22901—23000 | 23901—24000 | 24901—25000 | 25901—26000 | 26901—27000 | 27901—28000 | 28901—29000 | 29901—30000 |